# 石山 (朝鮮勞動黨成員)
石山（？—？），北韓政治人物和軍人，游擊隊派人。
1957年，曾為大將的他出任社會安全部長，因参与朝鮮勞動黨第三次代表大會试图推翻金日成，他在1969年被肅清。